# Francis John Pettijohn
Francis John Pettijohn (Waterford,  Wisconsin, 20 de junho de 1904 – 23 de abril de 1999) foi um geólogo norte-americano.

## Biografia
Francis J. Pettijohn, filho de professores foi o mais velho de seis irmãos. Casou-se com Dorothy Bracken e após a sua morte, voltou a casar com Virginia Romberger. Foi pai de três raparigas.
Como professor,  pesquisador e escritor foi um especialista em sedimentologia.  A "Society for Sedimentary Geology (SEPM)" criou a Medalha Francis J. Pettijohn para reconhecer e homenagear cientistas com pesquisas proeminentes no campo da sedimentologia.
Graduou-se na Universidade de Minnesota como bacharel em 1924 e como mestre em 1925. Obteve um Ph.D. em 1930.  Em 1929 passou a ser instrutor de sedimentologia na Universidade de Chicago e posteriormente professor, posição que ocupou até 1952, quando renunciou e transferiu-se para a Universidade Johns Hopkins. Em Johns Hopkins, lecionou no departamento de geologia até 1968 e, na sequência, no departamento da terra e de ciências planetárias até 1973, quando se aposentou.
Foi laureado com a Medalha Wollaston pela Sociedade Geológica de Londres em 1974, com a Medalha William H. Twenhofel pela Society for Sedimentary Geology, com a Medalha Penrose em 1975 pela Sociedade Geológica dos Estados Unidos e com a Medalha Sorby em 1982 pela International Association of Sedimentologists

## Obras
- "Manual of Sedimentary Petrology" (1938) com William C. Krumbein
- "Sedimentary Rocks", 1949[1]
- "Paleocurrents and Basin Analysis and the Atlas and Glossary of Primary Sedimentary Structures" com Paul Edwin Potter
- Editor do "Journal of Geology" de 1947 a 1952.